# Bela, Iampol
Bela (în ucraineană Біла, transliterat: Bila) este un sat în comuna Haljbiivka din raionul Iampol, regiunea Vinița, Ucraina.

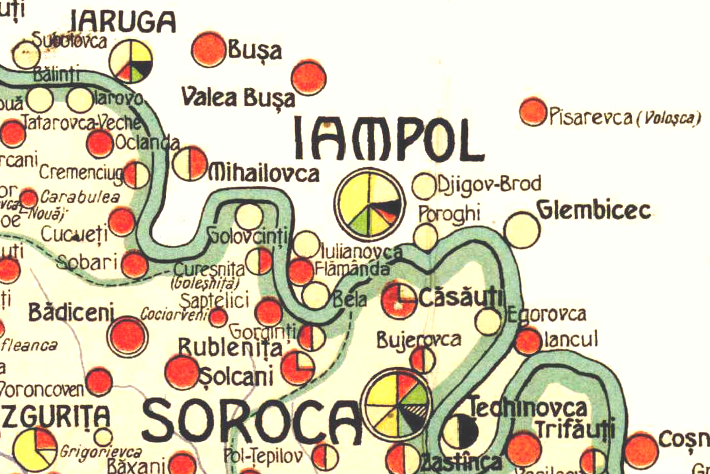
Bela pe harta etnografică a Basarabiei din 1918, de Alexis Nour.

## Demografie
Componența lingvistică a localității Bila
     Ucraineană (98,43%)
     Alte limbi (1,23%)
Conform recensământului din 2001, majoritatea populației localității Bila era vorbitoare de ucraineană (98,43%), existând în minoritate și vorbitori de alte limbi.